# L'Ours
L'Ours (bra O Urso) é um filme franco-estadunidense de 1988, dos gêneros drama e aventura, dirigido por Jean-Jacques Annaud com roteiro de Gérard Brach baseado no romance The Grizzly King, de James Oliver Curwood.

## Produção
Inesperado sucesso em todo o mundo, O Urso é um filme singular, na medida em que, em um ambiente de profundo respeito pelos animais e uma total percepção da magnificência da Natureza, conta sua história do ponto de vista do urso, evitando as típicas convenções das produções live-action da Disney.
As filmagens empregaram dois ursos-pardos (um deles filhote), três atores (que gravaram os únicos dez minutos de diálogos entre junho e agosto, pouco antes da estreia) e, em algumas sequências, miniaturas realistas. O diretor Annaud teria ficado tão impressionado com a personalidade, capacidade de improvisação e charme do filhote, que deu a ele o papel principal.
Já em fevereiro de 1983, Annaud começou a escolher as locações, inspirando-se em obras de pintores paisagistas, principalmente Caspar David Friedrich e Albert Bierstadt. Anos mais tarde, em dezembro de 1987, encontrou-se com o respeitado animador tcheco Bretislav Pojar e juntos combinaram as sequências de sonho do filhote. Para as cenas amenas, basearam-se em Pissarro e Sisley e para as cenas tensas, em Rouault e Villard.

## Sinopse
Um filhote de urso presencia a morte da mãe durante um desmoronamento e tem de aprender a se defender sozinho. Ele encontra outro urso, adulto, que fora emboscado por dois caçadores, Tom e Bill, e saíra ferido. A princípio, ele não suporta a presença do ursinho, mas este o socorre e eles se tornam amigos. Os caçadores, entretanto, não dão trégua e capturam o filhote para, assim, atrair o gigante.

## Principais premiações
| Patrocinador                                  | Prêmio     | Categoria                                                                              | Situação                    |
| --------------------------------------------- | ---------- | -------------------------------------------------------------------------------------- | --------------------------- |
| Academia das Artes e Técnicas do Cinema       | César      | Melhor filme Melhor diretor Melhor montagem Melhor fotografia Melhor som Melhor cartaz | Indicado Vencedor Indicado  |
| Academia de Artes e Ciências Cinematográficas | Oscar 1990 | Melhor edição                                                                          | Indicado                    |
| British Academy of Film and Television Arts   | BAFTA      | Melhor fotografia                                                                      | Indicado[carece de fontes?] |

## Elenco
| Ator/Atriz    | Personagem        |
| ------------- | ----------------- |
| Bart, o Urso  | Urso adulto       |
| Youk, o Urso  | Urso jovem        |
| Tchéky Karyo  | Tom               |
| Jack Wallace  | Bill              |
| Andre Lacombe | Treinador de cães |